# البوذية في كمبوديا
وُجدت البوذية في كمبوديا (بالخميرية: ព្រះពុទ្ធសាសនានៅកម្ពុជា) منذ القرن الخامس على الأقل. كان أقدم أشكالها نوعًا من بوذية الماهايانا. أما اليوم فالبوذية السائدة في كمبوديا هي بوذية التيرافادا. وهي مقدسة في الدستور الكمبودي بوصفها الدين الرسمي للدولة. لم تزل بوذية التيرافادا دين الدولة الكمبودية منذ القرن الثالث عشر (إلا في فترة الخمير الحمر). بحلول عام 2013، قُدّرت نسبة البوذيين في كمبوديا بـ97.9 بالمئة.
يمتد تاريخ البوذية في كمبوديا على مدى ممالك وإمبراطوريات متعاقبة. دخلت البوذية إلى كمبوديا من طريقين مختلفين. دخلت البوذية الأولى، مع الآثار الهندوسية فيها، إلى مملكة فونان مع التجار الهندوس. ثم دخلت موجة أخرى من البوذية الثقافة الخميرية أيام إمبراطورية أنغكور عندما امتصت كمبوديا تقاليد بوذية متنوعة لممالك المون في دفارافاتي وهاريبونتشاي.
في الألفية الأولى من التاريخ الخميري، كانت كمبوديا تحت حكم سلالة من الملوك الهندوس الذين قد يتخللهم ملك بوذي صدفة، مثل جايافارمات الفوناني الأول، وجيافارمان السابع، الذي أصبح ماهايانيا، وسوريافارمان الأول. تعايشت تقاليد بوذية متنوعة بسلام على الأراضي الكمبودية، برعاية الملوك الهندوس المتسامحين وممالك المون التيرافادية المجاورة.

## التاريخ

### بعثات قديمة ممكنة
تؤكد مصادر سنغالية غير مؤكدة أن وفود الملك أشوكا وصلت بالبوذية إلى جنوب شرق آسيا في القرن الثالث قبل الميلاد. تنافست طوائف بوذية كثيرة مع البراهمانية والأديان الأهلية الأرواحية على مدى ألف سنة تالية، وفي هذه الفترة كانت الثقافة الهندية بالغة الأثر.

### فونان
كانت مملكة فونان التي ازدهرت بين عام 100 قبل الميلاد وعام 500 بعد الميلاد هندوسية، وكان ملوك فونان يدعمون عبادة فشنو وشيفا. كانت البوذية عند ذلك موجودة في فونان بوصفها دينًا ثانويًّا. بدأت البوذية تؤكد وجودها من عام 450 تقريبًا، وشهد الرحالة الصيني ييجينغ بأنها استمرت حتى القرن السابع.
انتقل ناسكان بوذيان من فونان، هما ماندراسينا وسانغابالا إلى الصين في القرنين الخامس والسادس، وترجموا عدة سوترات بوذية من السنسكريتية (أو البراكريتية) إلى الصينية. ومن هذه النصوص سوترا ماهايانا ماهابراجنياباراميتا مانجوسريباريفارتا، وقد ترجم نصها الناسكان كل على حدة، وكان البوديفاستا مانجوسري شخصية بارزة فيه.

### شينلا
حلت مملكة شينلا محل مملكة فونان واستمرت من عام 500 إلى عام 700. ضعف أمر البوذية في هذه الفترة، ولكنها استمرت، يدل على هذا نقوشش سامبور بري كوك (626) ونقوش سيم ريب التي تتعلق بنصب تماثيل أفالوكيتيسفارا (791). تدل بعض التماثيل التي تعود إلى قبل فترة أنغكور في دلتا ميكونغ على وجود بوذية سارفاستيفادا سنسكريتية. شاعت صور بوذا الخميرية الهيئة في الفترة بين عام 600 وعام 800. يعود كثير من صور البوديفاستات الماهايانيين إلى هذه الفترة أيضًا، وتكون عادة مرفقة مع الصور الهندوسية السائدة لشيفا وفشنو. وكُتب في نقش في معبد تا بروهم في مقاطعة سيم ريب يعود إلى عام 625 أنّ: البوذا والدارما والسانغا كلها تزدهر.

### أنغكور
كان التحول من الإله الملك الهندوسي إلى البوديفاستا الملك الماهاياني غالبًا تحولًا تدريجيًّا وغير ملاحظ. أفسحت تقاليد الدين الفايشنافي والشيفي السائدة الطريق لعبادة غوتاما بوذا وبوديساتفا أفالوكيتسفارا.
حكمت مملكة سيليندرا البوذية كمبوديا بوصفها دولة تابع في فترة انتهاء القرن الثامن وبداية القرن التاسع. كان الملك جايافارمان الثاني (802–869) أول ملك خميري حقيقي في إمبراطورية أنغكور، وأعلن نفسه ملكًا إلهًا وقال إنه هو شيفا. ولكنه مع هذا كان ودودًا وداعمًا للتأثير البوذي الماهاياني في مملكته. أصبحت البوذية الماهايانية متأسسة بازدياد في مملكته. كان شكل البوذية الماهايانية التي انتشرت في أراضي سريفيجايا شبيهة ببوذية سلالة بالا في البنغال، وبجامعة نالاندا في شمال الهند.